# Kalāteh-ye Bāz
Kalāteh-ye Bāz (persiska: کلاته باز) är en ort i Iran.   Den ligger i provinsen Nordkhorasan, i den norra delen av landet, 500 km nordost om huvudstaden Teheran. Kalāteh-ye Bāz ligger 459 meter över havet och antalet invånare är 156.
Terrängen runt Kalāteh-ye Bāz är platt åt sydväst, men åt nordost är den kuperad.Runt Kalāteh-ye Bāz är det ganska glesbefolkat, med 27 invånare per kvadratkilometer. Närmaste större samhälle är Gazbāshī-ye Soflá, 2,2 km söder om Kalāteh-ye Bāz. Omgivningarna runt Kalāteh-ye Bāz är i huvudsak ett öppet busklandskap.